# Saint-Aulaire
Saint-Aulaire es una comuna francesa situada en el departamento de Corrèze, en la región de Nueva Aquitania.

## Demografía
| 711 | 742 | 713 | 746 | 707 | 744 | 760 |
| Para los censos de 1962 a 1999 la población legal corresponde a la población sin duplicidades (Fuente: INSEE [Consultar]) |     |     |     |     |     |     |